# Weaverham
Weaverham är en ort och civil parish i Storbritannien.   Den ligger i kommunen Cheshire West and Chester i riksdelen England, i den södra delen av landet, 250 km nordväst om huvudstaden London. Weaverham ligger 46 meter över havet och antalet invånare är 6 433.
Terrängen runt Weaverham är platt. Runt Weaverham är det tätbefolkat, med 331 invånare per kvadratkilometer. Närmaste större samhälle är Northwich, 3,5 km öster om Weaverham. Trakten runt Weaverham består i huvudsak av gräsmarker.